# رهم السفلى (سنحان)

تعديل مصدري - تعديل

رهم السفلى هي إحدى قرى عزلة الربع الغربي بمديرية سنحان وبني بهلول التابعة لمحافظة صنعاء، بلغ تعداد سكانها 1106 نسمة حسب تعداد اليمن لعام 2004.